# ひだか型巡視船
ひだか型巡視船（ひだかがたじゅんしせん、英語: Hidaka-class patrol vessel）は、海上保安庁の巡視船の船級。分類上はPS（Patrol vessel Small）型、公称船型は130トン型。

## 来歴
1950年代の海上保安庁では、巡視船としては270トン型PSが最小のものであり、水深が浅く狭いためにその運用が難しい港湾では、はつなみ型などの23メートル型PCが配備されていた。しかし浦河港などにおいては、巡視艇では荒天時の活動が困難であった。
このことから、比較的狭い港湾でも運用でき、かつ、耐航性に優れた小型巡視船として開発されたのが本型である。

## 設計
耐航性を考慮してフレーム形状は角型とされ、船体構造も堅牢なものとなっている。また小規模な港湾への配備が前提にされたことから、主機関は、現地で保守・整備が容易なよう、350トン型と同じ池貝鉄工6MSB31S中速ディーゼルエンジンを1基のみ搭載し、スクリュープロペラ1軸を駆動する方式とされた。4番船以降は主機関の遠隔操縦が可能となったほか、6番船は化学消防機能を備えており、推進器も可変ピッチ・プロペラとされた。
なお海上保安学校の練習船を兼務していた11番船「くらま」を含めて、本型のうち3隻は12.7mm単装機銃を搭載していた。

## 同型船一覧
| 計画年度                  | #     | 船名            | 竣工            | 解役            |
| ------------------------- | ----- | --------------- | --------------- | --------------- |
| 昭和36年                  | PS-32 | ひだか          | 1962年 4月23日  | 1988年 5月6日   |
| 昭和37年                  | PS-33 | ひやま          | 1963年 3月13日  | 1988年 3月5日   |
| 昭和37年                  | PS-34 | つるぎ          | 1963年 3月13日  | 1988年 3月5日   |
| 昭和38年                  | PS-35 | ろつこう        | 1964年 1月31日  | 1991年 2月14日  |
| 昭和38年                  | PS-36 | たかなわ        | 1964年 1月27日  | 1990年 1月4日   |
| 昭和38年                  | PS-37 | あきよし        | 1964年 2月29日  | 1989年 10月14日 |
| 昭和39年                  | PS-38 | くにみ          | 1965年 2月15日  | 1994年 1月6日   |
| 昭和39年                  | PS-39 | たかつき        | 1965年 3月30日  | 1992年 3月5日   |
| 昭和40年                  | PS-41 | かむい          | 1966年 2月15日  | 1994年 1月6日   |
| 昭和41年                  | PS-43 | あしたか        | 1967年 2月10日  | 1994年 9月30日  |
| 昭和41年                  | PS-44 | くらま          | 1967年 2月28日  | 1995年 8月4日   |
| 昭和42年                  | PS-45 | いぶき          | 1968年 3月5日   | 1996年 12月26日 |
| 昭和42年                  | PS-46 | とうみ          | 1968年 2月20日  | 1996年 12月26日 |
| 琉球警察 救難艇として建造 | PS-49 | ちとせ → のばる | 1963年 10月10日 | 1988年 3月5日   |